# 西淀川区
西淀川区（にしよどがわく）は、大阪市を構成する24行政区のうちの一つ。
市内有数の工業地区として発展してきたが、近年は不況により撤退・廃業した工場の広大な跡地が増えたため梅田へのアクセスの良さからマンション建設が進み、住宅地としての整備も進んでいる。人口はここ数年緩やかな増加傾向。西側の中島には中島工業団地がある。

## 隣接している自治体・行政区
大阪市の行政区
- 淀川区
- 此花区
- 福島区

自治体
- 兵庫県尼崎市

## 歴史
淀川が運ぶ土砂が堆積して土地が形成された。古代は難波八十島とも呼ばれ、多くの島に分かれていた。御幣島・姫島などの地名は、この地が島だったことの名残だとされる。古代には現区域付近一帯は住吉大社の領地だったといわれる。
中世までは漁業を主としていたが、江戸時代以降は新田開発が行われ、漁業とともに農業が行われるようになった。明治時代後期以降地域に工場が進出した。昭和初期（1930年代ごろ）から重工業地帯となった。一方で1950年代以降は公害が深刻な社会問題となっている。その後1970年代以降は大工場の撤退が相次ぎ、跡地に住宅開発が行われている。
明治時代の町村制実施により、現：西淀川区の区域には西成郡千船村・稗島村・歌島村・鷺洲村・福村・川北村が発足した。千船村・稗島村・鷺洲村はのちに町制を施行している。
1925年4月1日の大阪市第二次市域拡張により、西成郡鷺洲町・千船町・稗島町・伝法町・歌島村・福村・川北村が大阪市に編入され、西淀川区が新設発足した。区名については、当初の案では「下淀区」、次いで「姫島区」が答申されたが、最終的には西淀川区に決定した。
区役所は旧鷺洲町役場（西淀川区浦江町、現在の福島区海老江6丁目1番付近）に置かれた。また旧千船町役場（西淀川区大和田町、現：大和田5丁目）を転用して区役所出張所とし、おおむね淀川北岸一帯の地域に関する業務を担った。
1941年4月21日に当時の東淀川区三津屋町・十三南之町三丁目の一部を西淀川区へ編入し、当時の西淀川区塚本町の一部を東淀川区とする区域変更を実施した。
1943年4月1日には大阪市の22区への分増区および行政区境界見直しが全市的に実施された。これに伴い、淀川以南の区域、および淀川以北の東海道本線以東の区域を他区に分離することになり、現行の区域となった。他の行政区に移管された地域は以下の通り。
- 伝法・高見 → 此花区に編入。
- 鷺洲・海老江 → 従来の此花区東部と併せ、福島区を新設。
- 大仁（だいに）・浦江（いずれも現在の北区大淀） → 東淀川区のうち淀川南岸の地域とあわせて大淀区を新設（現：北区）。
- 塚本・加島と田川の一部 → 東淀川区に編入（現：淀川区）。

1943年の区の境界変更により、従来の区役所出張所が区役所本庁舎となった。
太平洋戦争の戦局悪化のため、1945年6月12日には区役所を大和田東国民学校（現：大和田小学校）に仮移転・疎開させ、重要書類などを大和田東校の鉄筋コンクリート校舎に移した。その3日後の大阪大空襲により、従来の区役所庁舎は全焼した。
1947年3月に現在地に区役所庁舎（初代）が竣工した。初代庁舎は西成区今宮国民学校・大正区中泉尾国民学校の元校舎などを転用して建設されている。1957年3月には2代目庁舎が完成し、さらに2005年5月には3代目庁舎（現庁舎）が完成している。
1970年代までは大気汚染により、住民は慢性気管支炎や喘息などの公害病に悩まされた。1970年11月までに公害被害者に認定された患者は1055人に達し、西淀川区（当時の人口約11万人）のうち100人に1人は公害病に認定されたことを意味した。この比率は、当時、同じく公害に悩まされていた三重県四日市市や神奈川県川崎市を大きく上回る値であった。

### 年表
- 1530年 - 現区域付近で赤松政祐・細川晴元・三好元長の連合軍が、細川高国・浦上村宗の連合軍と戦う。細川高国が壊滅的な敗北を喫したこの戦いは大物崩れと呼ばれる。
- 1580年代 - 佃・大和田の漁民、徳川家康が多田神社参詣の際神崎川の渡し船を出す。
- 1630年 - 佃漁民が江戸に移住。江戸佃島の起こりとなる。
- 1678年 - 中島大水道を建設。
- 1889年 - 町村制に基づき、現：西淀川区の区域に千船村・稗島村・歌島村・鷺洲村・福村・川北村が発足。
- 1905年4月12日 - 阪神本線が開通。稗島駅（現：姫島駅）・大和田駅・佃駅を開設。
- 1910年 - 新淀川の開削工事が完成。
- 1919年 - 千船村大和田に十三橋警察署大和田分署（西淀川警察署の前身）を開設。
- 1921年1月5日 - 阪神本線の大和田駅と佃駅を廃止、両駅を統合する形で千船駅を設置。
- 1924年1月 - 阪神伝法線（現：阪神なんば線）が開通。
- 1925年
  - 4月1日 - 西成郡鷺洲町・千船町・稗島町・伝法町・歌島村・福村・川北村が大阪市に編入され西淀川区が発足。区役所を浦江町・出張所を大和田町に置く。
  - 10月1日 - 大和田警察署を開設（1943年西淀川警察署に改称）。
- 1927年5月 - 阪神国道（現：国道2号）が開通。
- 1934年9月21日 - 室戸台風により区内各地で住宅倒壊・浸水などの被害。
- 1936年11月 - 西淀川郵便局が佃町に開局（1950年姫里に移転）。
- 1940年 - 御幣島町に淀川消防署（1943年西淀川消防署に改称）を開設。
- 1943年4月1日 - 大阪市の22区への分増区および行政区境界見直しに伴い、淀川以南の区域、および淀川以北の東海道本線以東の区域を他区に分離。大和田町・旧区役所出張所を区役所本庁舎とする。
- 1945年 - 大阪大空襲により地域被災。西淀川区役所・西淀川保健所など焼失。
- 1947年3月 - 現在地に西淀川区役所初代庁舎が竣工。
- 1950年9月3日 - ジェーン台風。区内では死者・行方不明者58人、家屋の全半壊・流失計8786戸、床上浸水6130戸などの被害。
- 1952年4月 - 大阪市立淀商業高等学校が東淀川区十三南之町（現：淀川区新北野）から現在地に移転。
- 1957年3月 - 西淀川区役所2代目庁舎が竣工。
- 1958年 - 大阪福島高等学校（現：好文学園女子高等学校）および併設の定時制高校・大阪工業高等学校が福島区上福島から現在地に移転。
- 1961年9月16日 - 第2室戸台風。大和田・出来島・御幣島などで床上浸水被害。
- 1969年
  - 2月1日 - 阪神高速11号空港線（のち池田線に改称）が開通。
  - 12月 - 「公害にかかる健康被害の救済に関する特別措置法」に基づく地域指定を受ける。
- 1970年3月10日 - 第二阪神国道（国道43号）が開通。
- 1971年7月19日 - 大野川跡に歩行者・自転車専用道路を整備する計画を決定（のちの大野川緑陰道路）。
- 1972年
  - 2月1日 - 住居表示実施。
  - 7月14日 - 大阪市立西淀川図書館が御幣島2丁目（公設市場2階）に開館。
- 1974年 - 大阪工業高等学校を廃止。
- 1978年
  - 4月 - 大阪府立西淀川高等学校が開校。
  - 6月10日 - 阪神本線姫島駅〜大物駅間が高架化。
- 1979年
  - 4月 - 大阪市立西淀川養護学校（現：大阪市立西淀川特別支援学校）が開校。
  - 大野川緑陰道路（大野川遊歩道）が完成。
- 1995年
  - 1月17日 - 阪神・淡路大震災により区内各地で家屋全半壊、道路破損などの被害。
  - 3月2日 - 西淀川公害訴訟第一次訴訟の和解が成立。
- 1997年3月8日 - JR東西線が開通。御幣島駅開設。
- 1998年7月6日 - 西淀川公害訴訟第二次〜第四次訴訟の和解が成立。
- 2005年5月 - 西淀川区役所3代目庁舎（現庁舎）が竣工。西淀川図書館が区役所地下1階に移転。
- 2019年3月 - 大阪府立西淀川高等学校が閉校。

## 人口
| 年                 | 世帯数 | 人口    | 人口増減率 (前回比) |
| ------------------ | ------ | ------- | ------------------- |
| 1955年（昭和30年） | 21,702 | 93,953  |                     |
| 1960年（昭和35年） | 28,627 | 116,728 | +24.24%             |
| 1965年（昭和40年） | 32,119 | 121,246 | +3.87%              |
| 1970年（昭和45年） | 32,332 | 110,052 | -9.23%              |
| 1975年（昭和50年） | 30,718 | 96,586  | -12.24%             |
| 1980年（昭和55年） | 31,214 | 90,691  | -6.10%              |
| 1985年（昭和60年） | 32,454 | 92,411  | +1.90%              |
| 1990年（平成2年）  | 35,745 | 95,047  | +2.85%              |
| 1995年（平成7年）  | 36,097 | 91,134  | -4.12%              |
| 2000年（平成12年） | 38,609 | 92,465  | +1.46%              |
| 2005年（平成17年） | 40,825 | 95,662  | +3.46%              |
| 2010年（平成22年） | 43,642 | 97,537  | +1.96%              |

※1995年の国勢調査では、同年1月の阪神・淡路大震災の影響で人口が大幅に減少した。

## 区内に本社を置く企業

### 東証プライム上場
- 江崎グリコ
- ダイフク
- ガリレイ
- 東洋炭素

### その他の企業
- アイエスケー
- IMV
- 旭化成ファインケム
- 安治川鉄工
- アトライズイナケン
- 恵比須屋工具製作所
- オーウェル
- 大阪鉛錫精錬所
- 大阪機電
- 大阪化成
- 大阪ボイラー製作所
- 大阪ヤサカ観光バス
- 大阪ラセン管工業
- 奥村機械製作
- 関西金属工業
- 協和電子産業
- コンテック
- サイクルコンビニてるてる
- ササクラ
- 薩南運輸機工
- シノブフーズ
- 下田工業
- スタンダードメタル工業

- スモカ歯磨
- 生晃栄養薬品
- セッツカートン
- ダイシンフーズ
- ダイセイ
- 大同化成工業
- ダイト工業
- 高山運輸建設
- タチバナ
- 田中亜鉛鍍金
- テイパ化工
- 東洋工業
- ニッセイ・ニュークリエーション
- 日本鏡板工業
- 日本鉄鑵
- 野村鍍金
- ハチ食品
- 初田工業
- ハンシン建設
- 範多機械
- フジコピアン
- 丸運トランスポート西日本
- みすず精工
- 三菱ふそうトラック・バス 大阪ふそう
- 三宅製作所
- モリモト医薬
- 豫洲短板産業
- ロックペイント

## 支社・営業所・工場を設置している企業
- 新家工業関西工場
- 日本通運大阪西支店
- 日本農薬大阪工場
- パイロットコーポレーション西部支社
- 淀川製鋼所大阪工場

## 区内が発祥・発展の地の企業
- 東洋シヤッター
1955年、佃にて創業。

- オムロン
立石電機製作所時代の1936年、野里に本社工場を建設。1945年6月の空襲にて焼失。

- 日本製薬
日本製薬と経営統合した大五栄養化学（大五製薬）が1921年、当時の西成郡千船村大和田にて創業。1926年に武田薬品工業大阪工場そばに移転したが、その場所には現在、大阪市立十三市民病院が建っている。

- 東洋炭素
1941年、近藤カーボン工業所として竹島に設立、2007年に本社を竹島から梅田に移転した。旧本社は現在「近藤照久記念東洋炭素総合開発センター」となっている。

- ダイヤゼブラ電機
1925年福島区大開にて美登里商会を創業し、珪素鋼板の販売およびラジオ用鉄心の製作を開始した。1939年には西淀川区内に美登里製作所を設立し、1940年には美登里製作所から田淵電機への商号変更を実施した。同区内の本社を中心として電子機器用変成器・電源機器、各種部品の製造・販売を続けてきたが、2006年8月に鶴見区に有った開発センターと御幣島にあった本社の機能を統合するため、淀川区宮原に移転した。移転前に入居していた御幣島の本社跡には現在、篠原電機淀川事業所が入居している。

- オーツカテック
1901年に個人経営（大塚鉄工所）で各種工作機械及び産業機械の製作を開始し、1946年一般産業機械の製作に転向。1989年に大塚鉄工所からオーツカテックに社名変更。2003年に1960年代から資本参加していた住友重機械工業の子会社・住重ファインテック（現：住友重機械ファインテック）と事業統合し、御幣島の工場機能については倉敷市にある住重ファインテックの本社工場内へ全面移転した。跡地にはパークスクエア・レピア御幣島東公園とエンゼルパークスプリングスが建っている。

## 交通

### 鉄道
区役所の最寄駅：御幣島駅
- 西日本旅客鉄道（JR西日本）
  - JR東西線：御幣島駅（区役所の最寄駅） - 加島駅（所在地は淀川区だが竹島口は西淀川区に面する）
  - JR神戸線（東海道本線）：塚本駅（所在地は淀川区だが西口は西淀川区に面する）も利用可能
- 阪神電気鉄道
  - 本線：姫島駅 - 千船駅
  - 阪神なんば線：福駅 - 出来島駅
  - 1975年まで国道線（路面電車）が国道2号上を運行していた。

2025年1月19日に中央線夢洲駅（此花区）が開業した後、大阪市高速電気軌道（Osaka Metro）の路線が通らない唯一の行政区となった。

### バス
- 大阪シティバス
  - 38号系統：野田阪神前 - 御幣島駅 - 竹島三丁目（加島駅）
  - 42号系統：大阪駅前 - 十三 - 塚本駅北口 - 歌島三丁目 - 御幣島駅 - 大和田 - 出来島駅前 - 中島二丁目
  - 43号系統：大阪駅前 - 十三 - 塚本駅前 - 野里 - 姫島駅前 - 福町 - 酉島車庫前
  - 92号系統：大阪駅前 - 十三 - 塚本駅北口 - 西淀川消防署前 - 御幣島駅 - 佃 - 出来島 - 福町

### 道路
- 阪神高速道路
  - 3号神戸線：姫島出入口 - 大和田出入口
  - 5号湾岸線：中島出入口 - 中島PA
  - 11号池田線：塚本出入口 - 加島出入口
- 一般国道
  - 国道43号
  - 国道2号
- 主要地方道
  - 大阪府道10号大阪池田線（みてじま筋、淀川通）
  - 大阪市道福町浜町線（姫島通）
- その他
  - 大阪市道淀川北岸線（淀川通）
  - 大野川緑陰道路（歩行者・自転車専用道）

## 教育

### 高等学校
- 大阪府立淀商業高等学校
- 好文学園女子高等学校（旧：大阪福島女子高等学校）

### 中学校
- 大阪市立淀中学校
- 大阪市立西淀中学校
- 大阪市立歌島中学校
- 大阪市立佃中学校

### 小学校
- 大阪市立柏里小学校
- 大阪市立野里小学校
- 大阪市立姫里小学校
- 大阪市立姫島小学校
- 大阪市立福小学校
- 大阪市立大和田小学校
- 大阪市立川北小学校
- 大阪市立佃小学校
- 大阪市立香簑小学校
- 大阪市立歌島小学校
- 大阪市立出来島小学校
- 大阪市立佃西小学校
- 大阪市立佃南小学校（2020年3月閉校。大阪市立佃西小学校に統合）
- 大阪市立御幣島小学校

### 特別支援学校
- 大阪府立西淀川支援学校
- 大阪府立出来島支援学校（2024年度開校予定）

## 医療
病院
- 名取病院
- 千船病院
- 西淀病院
- 苗加病院
- 大阪労働衛生センター第一病院

## 施設
- 西淀川警察署
- 西淀川消防署
- 大阪市立西淀川図書館
- 公益財団法人・公害地域再生センター（あおぞら財団）

## 地名
| 現在の町名 1972年〜 （野里・花川・柏里は1973年〜） | 旧町名 |
| -------------------------------------------------- | --- |
| 竹島                                               | 竹島町（古くは竹島（竹ノ町）と呼ばれていた）・御幣島東・御幣島中・御幣島西                                                     |
| 御幣島                                             | 御幣島東・御幣島中・御幣島西・千船東                                                                                           |
| 歌島                                               | 御幣島東・野里町・柏里町・野里東・野里西                                                                                       |
| 野里                                               | 花川北之町・野里町・野里東・野里西・塚本町                                                                                     |
| 姫島                                               | 姫島町（戦前には姫島町内に様々な地名があった。本通北・本通南・中通・辻南通・小開通・大開通など）・姫島浜通・東福町             |
| 姫里                                               | 姫里町・野里町・姫島町 |
| 花川                                               | 花川南之町・花川町・野里町 |
| 柏里                                               | 柏里町・花川北之町・花川南之町                                                                                                 |
| 中島                                               | 中島町（中島町内に城島という地名があった）・外島町・布屋町                                                                     |
| 福町                                               | 東福町・西福町・姫島町・北西島町・南島町                                                                                       |
| 千舟                                               | 千舟東・姫島町 |
| 大和田                                             | 大和田中・大和田西・大和田東                                                                                                   |
| 大野                                               | 大和田西・大和田東・大野町・百島町                                                                                             |
| 百島                                               | 大野町・百島町・北西島町 |
| 佃                                                 | 佃町（戦前の千船駅周辺が佃とは川で離れている時代は蒲島町と呼ばれていた。昭和15年3月29日、佃町に名称変更）                      |
| 出来島                                             | 出来島町・大和田西・大和田町                                                                                                   |
| 西島                                               | 西島町・矢倉町・北西島町（古くは酉洲町という地名もあった、一部が出来島町になった時期もあったがその後西島町に吸収され地名消滅） |

1943年3月31日までは、現在の此花区高見・伝法地区の全域、現在の福島区海老江・鷺洲地区の全域と大開地区の一部、現在の淀川区加島・塚本地区の全域も西淀川区であった。
西淀川区塚本町は現在の野里1丁目21番地・22番地・28番地・29番地の一部に1973年まで存在した。

## 住宅

### 大規模マンション
- キングマンション新淀川
- 千船ビューハイツ
- マイシティおおさか

### 住宅団地
- 都市再生機構歌島橋市街地住宅
- 都市再生機構リバーサイド出来島
- 都市再生機構サンラフレ出来島（出来島団地を建て替えた住宅団地）
- 市営歌島住宅
- 市営歌島北住宅
- 市営出来島住宅
- 市営姫島住宅
- 市営御幣島住宅

かつて存在した住宅団地
- 都市基盤整備公団出来島団地（建て替えられて「サンラフレ出来島」となった）

## 出身者

### 政治
- 坂元大輔 - 衆議院議員
- 辰巳孝太郎 - 参議院議員

### 文化・芸術・芸能
- 嶋田隆司（ゆでたまご） - 漫画家。西淀川区生まれ、住之江区育ち。
- 兵動大樹 - 漫才師（矢野・兵動）
- 庄野真代 - 歌手
- 清原果耶 - 女優
- 小坂菜緒 - 日向坂46
- 門澤清太 - テレビプロデューサー。西淀川区生まれ、兵庫県尼崎市育ち。

### スポーツ
- 井上弘昭 - 元プロ野球選手
- 澤野大地 - 陸上競技（棒高跳）
- 水田圭介 - 東京ヤクルトスワローズ
- 田中実 - 元プロ野球選手
- 中川茂一 - 競輪選手
- 横山葵海 - プロボクサー

### 西淀川区ゆかりの有名人
- 沓脱タケ子 - 元参議院議員、元大阪市議（西淀川区選出）。生前は西淀川区に住んでいた。